# Jacopo Guidi
Jacopo Guidi (Volterra, 4 agosto 1514 – 22 febbraio 1588) è stato un vescovo cattolico e teologo italiano.

## Biografia
Fu segretario di Cosimo I de' Medici e ammiraglio dell'Ordine dei cavalieri di Santo Stefano. Nel 1561 Pio IV lo nominò vescovo di Penne e Atri, carica che mantenne fino al 1568.
Fu sepolto nella chiesa di San Francesco a Volterra, in un monumento realizzato da Felice Palma (1588).